# فینال جام اتحادیه فوتبال انگلستان ۲۰۰۴

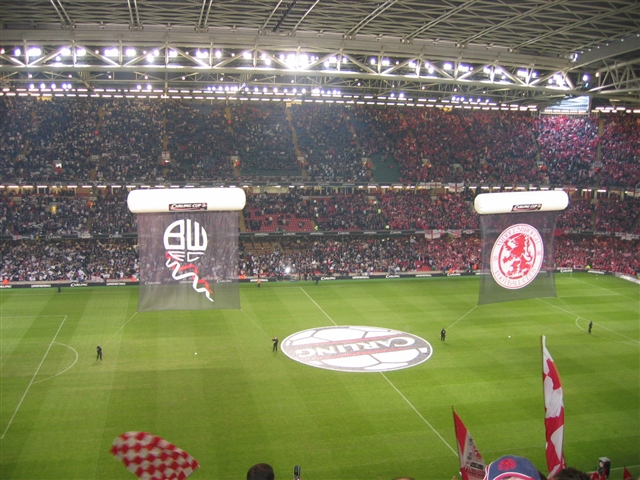
نمایی از ورزشگاه میلنیوم کاردیف

فینال جام اتحادیه فوتبال انگلستان ۲۰۰۴، رقابت پایانی جام اتحادیه فوتبال انگلستان در سال ۲۰۰۴ میلادی است که مابین دو تیم باشگاه فوتبال میدلزبورو و باشگاه فوتبال بولتون در ورزشگاه میلنیوم کاردیف برگزار شده‌است.
این مسابقه که در تاریخ ۲۹ فوریه ۲۰۰۴ انجام شده‌است با نتیجه 2 بر 1 به سود تیم باشگاه فوتبال میدلزبورو به پایان رسید.